# Bernd K. Otto/Diskografie

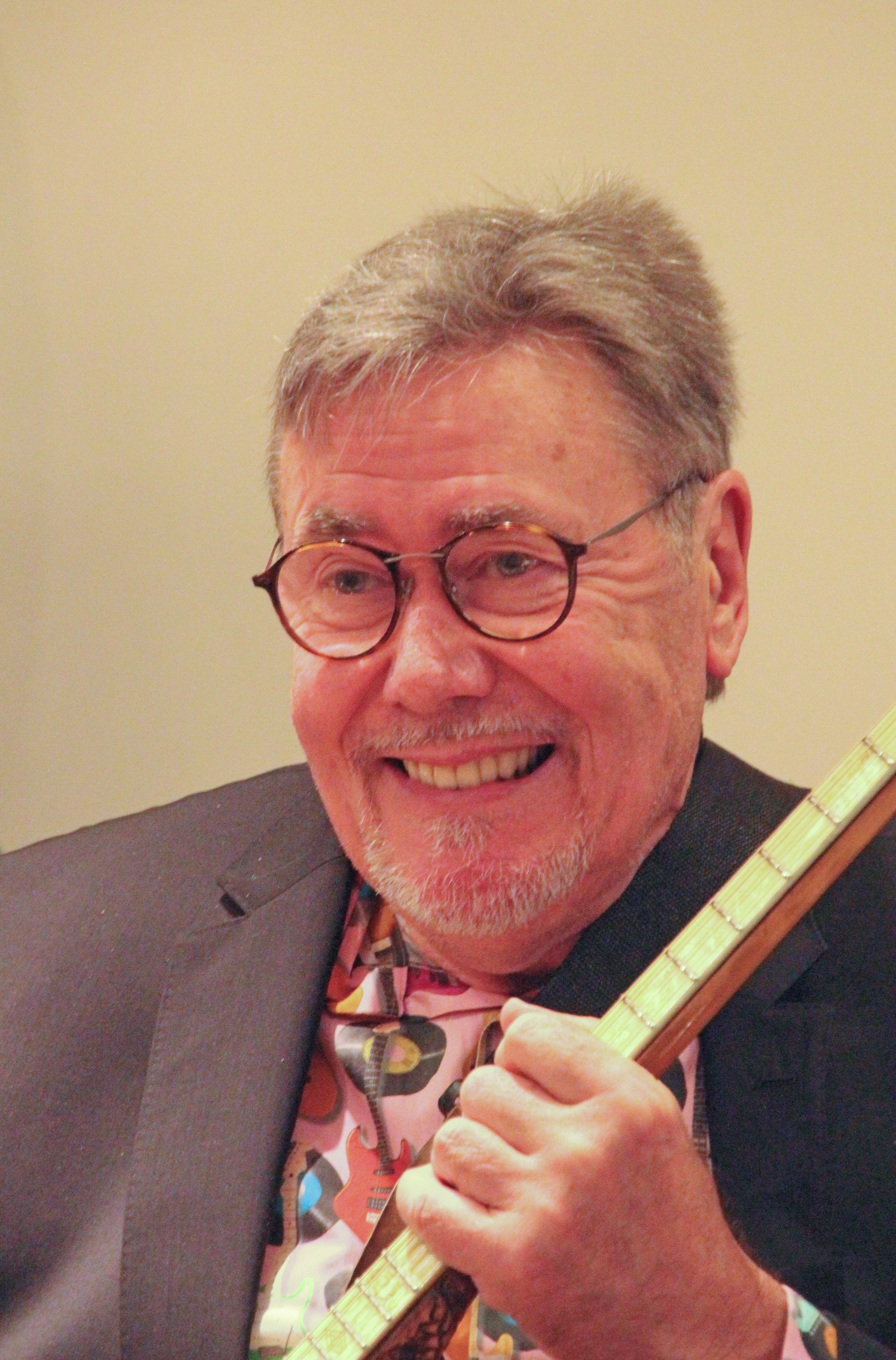
Bernd K. Otto (2019)

Diese Diskografie ist eine Übersicht über die musikalischen Werke von Bernd K. Otto, sortiert nach Erscheinungsjahr. Sie umfasst seine Mitwirkung (als Leiter oder Sideman) bei Alben der Bands, zu denen er gehörte (Reguläre Alben) und seine Mitwirkung bei Kompilationen (Aufnahmen auf Samplern). Nach Angaben des Diskografen Tom Lord war er zwischen 1975 und 1994 an 55 Aufnahmesessions beteiligt.

## Reguläre Alben
- 1976: Barrelhouse Jazzband: You Are Driving Me Crazy. Bellaphon (Deutscher Schallplattenpreis 1977)[2]
- 1977: Barrelhouse Jazzband & The Trevor Richards New Orleans Trio: Drum Face. Phonola
- 1978: Barrelhouse Jazzband: 25 Jahre Barrelhouse Jazzband Frankfurt. Intercord[3]
- 1979: Barrelhouse Jazzband & Carrie Smith: Barrelhouse Jazzband & Carrie Smith. Intercord
- 1981: Barrelhouse Jazzband: Plays Jelly Roll Morton. Intercord. Mit Reimer von Essen, Horst Schwarz, Frank Selten, Agi Huppertsberg, Lindy Huppertsberg, Hans-Georg Klauer (rec. 1981)
- 1981: Jazz Classics: Classic Jazz. Joke-Records. Mit Herbert Christ, Reimer von Essen, Agi Huppertsberg, Horst Schwarz, Gerhard Abt, Dieter Nentwig, Wolfgang Sommer
- 1982: Mister Wendelins Dixie-Band / The Swinging Singles. Orix Musik-Produktion. (Nur auf der Seite mit Mister Wendelins Dixie-Band) Mit Klaus Osterloh, Charly Höllering, Joe Gallardo, Werner Lener, Thomas Stabenow und Matthias Holtmann[4]
- 1983: Jazz Classics: Yonder Comes the Blues. Stomp Off
- 1983: Barrelhouse Jazzband: 5. Swing- und Dixieland-Festival Bad Dürkheim. Kiwanis International
- 1983: Barrelhouse Jazzband: Plays Early Swing. Bellaphon
- 1986: Frankfurt Swing All Stars: Can’t We Be Friends. Joke Records rec. Mit Conny Jackel, Gustl Mayer, Jo Schomann, Ata Berk und den Gästen Klaus Lohfink, Flip Gehring. Preis der Deutschen Schallplattenkritik
- 1987: Barrelhouse Jazzband: Plays the New Orleans Renaissance. Bellaphon
- 1988: Frankfurt Swing All Stars: Jive at Five. Bellaphon. Mit Conny Jackel, Gustl Mayer, Claude „Fiddler“ Williams, Fritz Hartschuh, Dieter von Goetze, Ata Berk
- 1989: Barrelhouse Jazzband: Plays Duke Ellington. Bellaphon
- 1992: Barrelhouse Jazzband: Plays King Oliver. Bellaphon
- 1992: Barrelhouse Jazzband: Favorites GHS-Edition 2
- 1993: Barrelhouse Jazzband: 40 Jahre Barrelhouse Jazzband. Bellaphon[5]
- 1993: The Two Clarinet Stompers: Clarinet Joys. Stomp Off. Mit Reimer von Essen, Alain Marquet, Agi Huppertsberg, Michael Däumling, Hans-Georg Klauer

## Aufnahmen auf Samplern
- 1976: Internationales Dixieland Festival Dresden ’76: Heebies Jeebies (Amiga, bei Barrelhouse Jazzband; daneben auch Aufnahmen von Traditional Jazz Studio Prag, Dixieland Gruppe der Dresdner Tanzsinfoniker, Papa Binne’s Jazz Band und weitere)
- 1978 Dixieland Jubilee Vol. V. (Intercord, bei Barrelhouse Jazzband; daneben auch Titel von Chris Barber, Acker Bilk, Max Collie, Alex Welsh, Stuttgarter Dixieland All Stars, Old Merry Tale Jazzband und weitere)
- 1979: Jazz aus Frankfurt. (Stadt Frankfurt am Main, bei Barrelhouse Jazzband; daneben auch Titel der Two Beat Stompers, Albert Mangelsdorff, Emil Mangelsdorff, Volker Kriegel, Benno Walldorf und weitere; das Album war nicht im regulären Handel)
- 1979: Jazz in der Burg (Joke Records, bei Barrelhouse Jazzband; daneben auch Trevor Richards, Milano Jazz Gang, Anachronic Jazzband usw.)
- 1980: Musik aus Hessen (Hessische Landesregierung/CBS, bei Barrelhouse Jazzband; daneben zahlreiche andere Gruppen aus Hessen in den Bereichen Klassik, Jazz und Rock)
- 1981: Dixie Party (Intercord; bei Barrelhouse Jazzband)
- 1982: Old Time Jazz – Jazz Im Tägi ’82 (Elite Special; bei Barrelhouse Jazzband; daneben auch Joe Turner, Buddha’s Gamblers, Mojo Jazzing Five, Bucktown Jazzband Zürich)
- 1984: Dixieland Jubilee. Intercord; bei Barrelhouse Jazzband; daneben auch Knut Kiesewetter, Jimmy McPartland, Stuttgarter Dixieland All Stars Featuring Ragtime Specht, Old Merry Tale Jazzband und weitere.
- 1992: SWF-Blues Festival 1981-1991. CD 3. (Blues Network; bei Carrie Smith & Barrelhouse Jazzband; daneben auch Louisiana Red & Das Dritte Ohr, Big Jay McNeely, Joy Fleming, Jean Shy & Frankfurt City Blues Band, Eddy Clearwater und weitere)
- 1993: 23. Dixieland-Festival Dresden. MDR1; bei Barrelhouse Jazzband
- 1993: Barrelhouse Jazzband / European Jazz Association: Jazz for Friends (Doppel-LP, 1822-Jazz-Records; neben der Barrelhouse Jazzband auch Aufnahmen der Traditional Association, der Blues Association und der Swing Association; Otto hatte die musikalische Leitung der Konzerte am 10. und 11. Juni 1993 und spielte in drei der vier Gruppen; das Album war nicht im regulären Handel)
- 1993: Hot Frankfurt Mainstream Live. (Doppel-CD, 1822-Jazz-Records, bei Barrelhouse Jazzband; daneben auch Aufnahmen der Red Hot Beans / Red Hot Hottentots / Gustl Mayer’s Jazz Stampede; das Album war nicht im regulären Handel)
- 1994: Jazz am See. Dira Tonstudio, bei Barrelhouse Jazzband